# Novina (Kryštofovo Údolí)

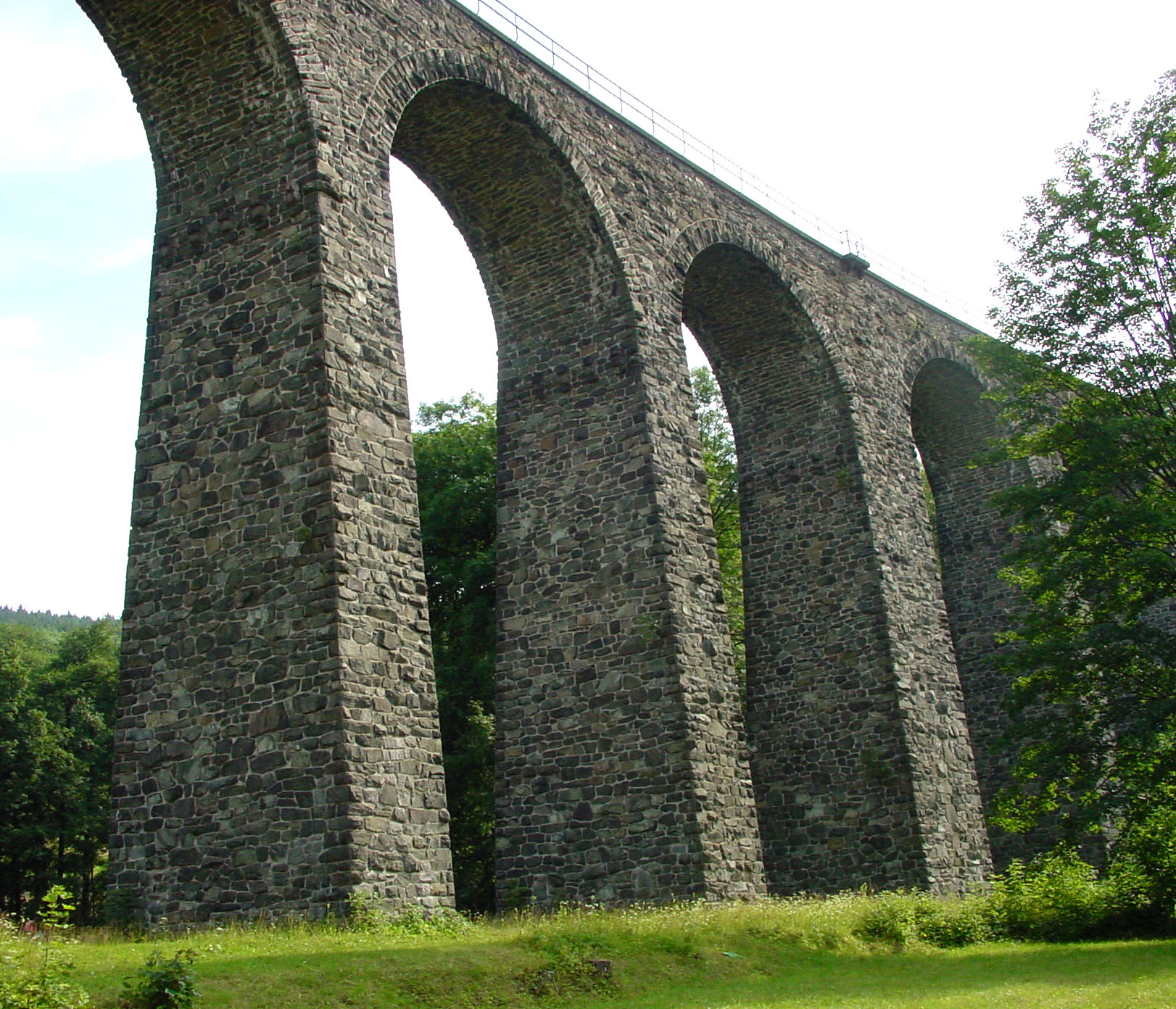
Novinský viadukt

Novina (deutsch Neuland) ist ein Ortsteil der Gemeinde Kryštofovo Údolí in Tschechien. Er liegt acht Kilometer westlich des Stadtzentrums von Liberec und gehört zum Okres Liberec. Eine Partnerschaft besteht mit Blaubeuren in Deutschland.

## Geographie
Novina befindet sich vier Kilometer nordwestlich des Ještěd im oberen Tal der Rokytka bzw. Údolský potok (Eckersbach) im Jeschkengebirge auf dem Gebiet des Naturparks Ještěd. Nördlich erheben sich der Spálený vrch (Brandstein, 660 m) und die Rozsocha (767 m), im Nordosten der Kaliště (745 m), östlich die Černá hora (Schwarzer Berg, 811 m), im Süden der Malý Ještěd (Moiselkoppe, 754 m). Westlich liegt der Lom (Scheuflerkoppe, 682 m) und im Nordwesten der Zimův kopec (561 m). In Novina überquert die Bahnstrecke Liberec – Česká Lípa auf dem Novinský viadukt (Neuländer Viadukt) das Tal der Rokytka und führt dann durch den 815 m langen Jeschkenkammtunnel zur Bahnstation Křižany.
Nachbarorte sind Kryštofovo Údolí im Norden, Karlov pod Ještědem und Ostašov im Nordosten, Horní Suchá, Karlinky und Dolní Hanychov im Osten, Horní Hanychov und Na Výpřeži im Südosten, Křižany im Süden sowie Zdislava im Westen.

## Geschichte
Die Ansiedlung Kohlstatt entstand im späten 16. Jahrhundert im oberen Tal des Eckersbaches. Erstmals urkundlich erwähnt wurde der Ort 1581 und zugleich als neu gegründet bezeichnet. Die ersten Bewohner waren Köhler und Bergleute. Später erhielt die Siedlung den Namen Hauland und schließlich Neuland. An den früheren Silber- und Bleibergbau erinnern noch die Flurnamen Simmschacht und Wolmschacht. Zudem wurden nördlich des Dorfes an den beiden Kalkbergen Schieferbrüche betrieben. Das zur Herrschaft Lämberg gehörige Dorf bestand 1632 aus zwölf Anwesen. Ab 1678 wurden die Bewohner von Neuland der Lämberger Herrschaft fronpflichtig. Zu dieser Zeit war der Bergbau erloschen und ihren Lebensunterhalt bestritten die Einwohner durch Holzfällerei und Zunderbrennerei.
1778 besetzten die Preußen Neuland und das Dorf hatte ein Schutzgeld von 651 Gulden zu entrichten. 1813 zogen zwei österreichische Regimenter über Neuland nach Kratzau. Nach der Aufhebung der Patrimonialherrschaften bildete Neuland ab 1850 einen Ortsteil der Gemeinde Christophsgrund/Grunt im Gerichtsbezirk Kratzau bzw. Bezirk Reichenberg. Zwischen 1852 und 1858 entstand die Kaiserstraße von Kratzau nach Oschitz. Im Deutschen Krieg zogen 1866 die Preußen durch das Tal des Eckersbaches nach Kriesdorf.
Im Jahre 1875 entstand die politische Gemeinde Neuland. Im Jahre 1900 bestand Neuland aus 82 Häusern und hatte 353 deutsche Einwohner. Diese lebten von der Forstarbeit und der Holzwarenfertigung. Nach der Gründung der Tschechoslowakei entstand der tschechische Name Novina, der zusammen mit Neuland einer der beiden amtlichen Ortsnamen war. Schul- und Pfarrort war Christofsgrund. 1886 entstand in Neuland eine einklassige Dorfschule, die 1888 in ein eigenes Schulhaus einzog.
Im Jahre 1900 wurde die Strecke der Nordböhmischen Transversalbahn vollendet, mit der Neuland an das Eisenbahnnetz angeschlossen wurde. Dabei wurde ein 194 m langer Viadukt mit 14 Bögen errichtet und auch der 818 m lange Jeschkentunnel vorgetrieben. Im Jahre 1930 lebten in der Gemeinde 319 Menschen. Infolge des Münchner Abkommens wurde Christofsgrund 1938 dem Deutschen Reich zugeschlagen und gehörte bis 1945 zum Landkreis Reichenberg. 1939 lebten in dem Dorf 310 Menschen. Nach Kriegsende erfolgte die Vertreibung der Deutschen und 1946 wurde Novina nach Údol Svatého Kryštofa eingemeindet. Bis 1960 gehörte das Dorf zum Okres Liberec-okolí und kam mit Beginn des Jahres 1961 zum Okres Liberec. Von 1980 bis 1990 war Novina nach Chrastava eingemeindet und seit 1991 ist es Teil der Gemeinde Kryštofovo Údolí. 1991 hatte der Ort 18 Einwohner. Im Jahre 2001 bestand das Dorf aus 94 Wohnhäusern, in denen 32 Menschen lebten.

## Sehenswürdigkeiten
- Kapelle des heiligen Christophorus aus dem Jahre 1763 mit einem Bildnis des Malers Josef von Führich, am Sattel zwischen Malý Vápenný (Kleiner Kalkberg) und Lom (Scheuflerkoppe), westliches des Dorfes
- das 30 m hohe und über 14 Pfeiler führende Neuländer Viadukt mit einer Länge von 198 m, erbaut 1898–1900, technisches Denkmal
- das 127 m lange und 17 m hohe Jägerhausviadukt führt über zehn Pfeiler
- Jeschkenkammtunnel mit einer Länge von 815 m, erbaut 1898–1900
- zahlreiche mit Schiefer verkleidete Umgebinde- und Fachwerkhäuser